# Le Chemin de San Diego
Pour plus de détails, voir Fiche technique et Distribution.
Le Chemin de San Diego (El camino de San Diego) est un film argentin à thème social, sorti en 2006, dirigé par Carlos Sorín.
Dans la filiation du roman picaresque espagnol, utilisant dans un style proche à la fois du néo-réalisme (adouci par l'emploi de belles couleurs) et du documentaire la relation du voyage d’un jeune péon idéaliste, Sorín décrit l’opposition entre deux mondes coexistant en Argentine : la région forestière subtropicale du nord, et la périphérie de la mégapole de Buenos-Aires.[réf. nécessaire]
Avec humour et sensibilité, Sorín souligne aussi que dans chacun de ces deux mondes les valeurs humaines rencontrées en chaque individu sont primordiales : la bonté et la tolérance triompheront de tous les obstacles, qu’ils soient raciaux, culturels, économiques ou religieux.[réf. nécessaire]

## Synopsis

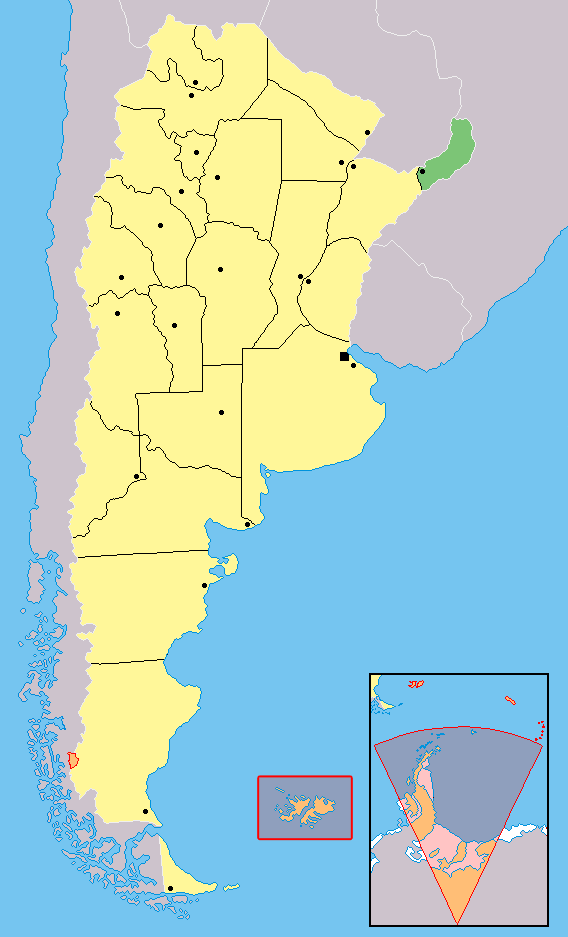
Au nord de l'Argentine la province des Misiones (en vert) est enclavée entre le Paraguay et le Brésil.

En 2004, à  Pozo Azul (Puits Bleu), petit village excentré de la lointaine province de Misiones, vit Tati Benítez (joué par Ignacio Benítez), un jeune hachero (bûcheron). Employé d’une scierie locale, il gagne sa vie en détruisant innocemment la forêt primaire, est marié à une jeune Guaranie qui attend son troisième bébé, et surtout cultive une monomanie : comme des dizaines de milliers d’Argentins, et bien qu’il vive loin de tout, à la lisière de la grande forêt du nord, il est hincha du grand footballeur Diego Armando Maradona. Vêtu en permanence du maillot bleu et blanc du club Boca (marqué du numéro 10), Tati connaît tout de son idole : son curriculum vitæ détaillé, les mensurations de ses enfants à  la naissance, et bien entendu son poids excessif et les folies qu’il commet. Tati porte deux tatouages : un portrait du Pibe de Oro (Gamin d'or) sur l’épaule, et un grand 10 noir dans le dos, et il collectionne les reliques : photo dédicacée, affiches, coupures de journaux, et même un billet d’entrée à un match fameux. Ses amis et collègues s’amusent de son idolâtrie, qui dépasse de loin l’ aficion courante : il a voulu donner à ses deux premiers enfants les prénoms de Maradona, mais l’employé du bureau d’état-civil a refusé, car ce sont des filles. Mais le troisième enfant naît sans délai, c’est un fils, et Tati peut le prénommer Diego Armando.

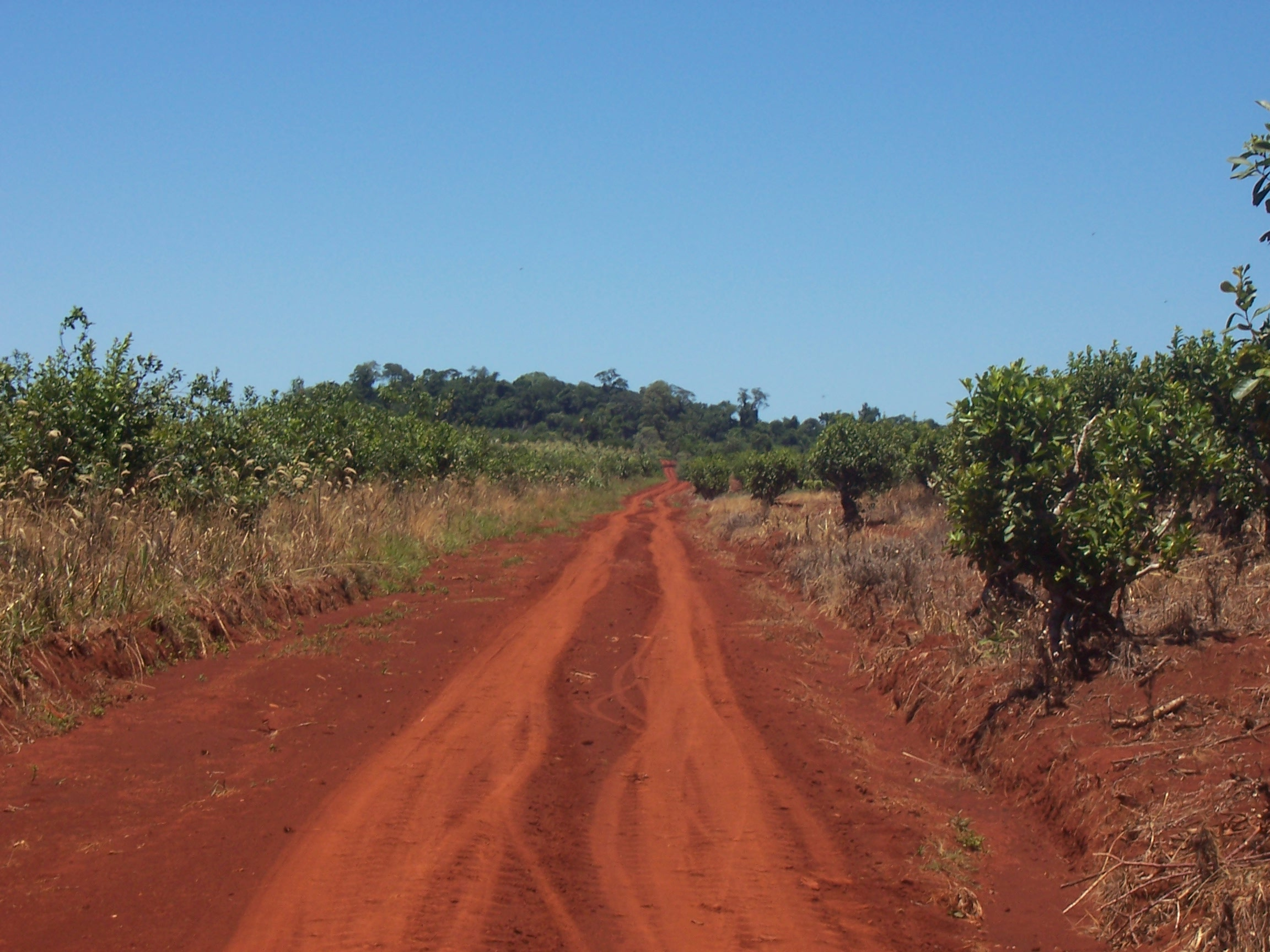
Une piste dans la terre rouge de la province de Misiones. De chaque côté, les taillis qui ont poussé après la déforestation. Au loin, un îlot de forêt primaire a subsisté.

Mais la crise frappe la scierie, Tati est au chômage. Il aide un vieux sculpteur du village, qui lui a expliqué en guarani qu’il doit lui rapporter des morceaux de bois habités par l’âme de l’animal qu’il veut figurer. Et un jour, lors d’un gros orage, Tati tombe en arrêt devant un grand arbre  timbó  (Enterolobium contortisiliquum)  renversé par le vent : une grosse racine dressée lui évoque irrésistiblement la silhouette de Maradona quand, les bras dressés au ciel, le footballeur recueille les applaudissements des spectateurs en délire. Tati rapporte la racine chez lui. Il la nettoie quand un ami, hincha lui aussi, arrive, bouleversé : il a entendu à la radio que Maradona a fait un infarctus du myocarde, et a été hospitalisé en réanimation à la clinique suisso-argentine de Buenos Aires. Les deux hommes se précipitent au café du polaco, où toute la population mâle s’est agglutinée : la TV montre en effet des milliers d’argentins massés devant la clinique, battant du tambour, scandant des slogans de soutien, ou priant pour le rétablissement de Maradona.
Tati décide alors d'oser faire ce dont rêvent des milliers d'Argentins :  aller à Buenos-Aires pour encourager Maradona, si possible le voir, et en tous cas lui offrir la statue en cadeau de rétablissement ; et sa femme (jouée par Paola Rotela), après avoir protesté, emprunte 400 pesos pour ses frais de voyage : elle rêve de vivre en ville, et espère que Tati trouvera du travail à Buenos-Aires. Sur le long trajet nord-sud (environ 1 000 km à vol d’oiseau) Tati va rencontrer des personnages divers, et le cariño latino, ainsi que sa modestie, et l'idéalisme et la bonté foncière qu'il porte sur son visage, faciliteront leurs contacts. Il est ainsi pris en auto-stop par un bus de pèlerins qui se rendent à Mercedes (province de Corrientes), au sanctuaire où se trouve la tombe de Gauchito Gil : la plupart des pèlerins sont des chômeurs qui vont avec leur famille prier pour retrouver du travail.
Et la statue de Maradona, après avoir été présentée à celle de Gauchito Gil, semble devenir elle aussi un porte-bonheur efficace :  des conducteurs attendris par la candeur du jeune homme, et de plus eux aussi adorateurs de Maradona, le prennent en auto-stop. En particulier un chauffeur de poids-lourd, Waguinho, (joué par Carlos Wagner La Bella) un truculent brésilien, qui baragouine un mélange d’espagnol et de portugais, et transporte un chargement de poussins destinés à l’élevage en masse. Grâce à la statue de Maradona, ils vont réussir à traverser un barrage routier dressé par des ouvriers en colère. Waguinho s’arrête ensuite « pour se reposer » devant une whiskeria (en fait un petit lupanar) de bord de route, et Tati, troublé, offre (sans doute pour la Ire fois de sa vie) à boire à une jeune hôtesse (jouée par Maria Marta Alvez) : il paye 10 pesos un coca (pour lui) et une  Tía María pour elle. Le camion repart avec une passagère supplémentaire : la jeune hôtesse, une guaranie elle aussi, descendue de la province de Misiones, qui s’est débarrassée de sa tenue de professionnelle et veut aller à Buenos Aires pour mieux gagner sa vie.
Le camion arrive finalement dans la banlieue de Buenos Aires et s’arrête à une grande gasolinera (station-service) ; Tati entre au magasin voisin et se voit dans un autre monde : les hommes sont grands, ont des chemises blanches et des cravates, les femmes sont minces, rousses ou blondes, les marchandises sont nouvelles pour lui... Mais le jeune bûcheron ne pénétrera pas plus loin dans la mégalopole : la TV lui apprend que Maradona est parti de la clinique, et s’est établi dans un grand hôtel de la périphérie, où il joue au golf, fait la fête et cabotine devant les caméras des reporters. Tati, qui a quitté (un peu à regrêt...) la jeune hôtesse, et accompagne maintenant un aveugle vendeur de billets de loterie (joué par Alfredo Lorenzo Valles), va s’incorporer à la masse des hinchas qui montent la garde devant l’hôtel depuis 2 jours ; il obtient des gardes que sa statue soit ajoutée aux cadeaux, pâtisseries, et autres ex-voto que les aficionados offrent à leur idole. Tout d'un coup Maradona sort en trombe de l’hôtel avec son escorte, et la foule de hinchas en délire le suit. Tati reste seul avec l’aveugle, qui lui offre un billet de loterie. Un billet spécial, dit l'aveugle…

## Fiche technique
- Titre original : El Camino de San Diego
- Réalisation et montage : Carlos Sorín (aidé de Ana Droeven)
- Scénario : Carlos Sorín
- Musique : Nicolás Sorín
- Photographie : Hugo Colace - Couleurs
- Décors : Jorge Luis Migliora
- Production : Hugo Sigman, Oskar Kramer, Carlos Sorín
- Pays d'origine :   Argentine,  Espagne
- Distribution : Guacamole Films
- Durée : 98 minutes
- Sortie : 2006

## Distribution
- Ignacio Benitez : Tati Benitez
- Carlos Wagner La Bella : Waguiho
- Paola Rotela : Soleda
- Jose Wisniewsky (El Polaco)

## Étude sociale

Gauchito Gil, peint sur un mur à Rosario. Il tient ses bolas symboliques, porte la chiripà (pagne-culotte), l'écharpe, la large ceinture, et le ruban rouge dans les cheveux.

La forme road-movie (associé à un documentaire sur la vie dans la selva) du film permet à Sorin d’aborder à petites touches précises les problèmes de l’Amérique Latine, tant dans une province tiers-mondiste que dans la périphérie de la capitale :
- sur le plan social : la déforestation - la surexploitation des ressources naturelles par les populations autochtones (qui seront les premières victimes) – l’exploitation du prolétariat rural, la précarité de l’emploi, et l’absence de sécurités au travail – l’exode rural – l’inexistence du contrôle des naissances -  le nombre élevé d’accidents de la route chez les jeunes – la prostitution des femmes d’origine indienne – le fùtbol comme opium du peuple - l’inégalité de revenus (encore plus flagrante entre les prolétaires, et un footballeur et ses parasites)…
- sur le plan culturel : la survivance de la langue et des croyances indigènes uniquement chez les anciens – le décervelage des masses par les médias, qui exaltent les folies d’une star du foot atteinte de délire mégalomaniaque – l’inadéquation du secours moral offert par la religion classique : le pasteur est trop dogmatique, le padre trop contemplatif, et le culte de Gauchito Gil prospère – la superstition : les statuettes, images pieuses, ex-voto prolifèrent, tant d’origine locale qu’importés  - le marché noir…

## Divers
- Carlos Sorín continue à  s'exprimer sur un mode minimaliste (qui lui avait d'ailleurs bien réussi dans son film Historias Minimas (2002))  -  et à utiliser des acteurs non professionnels, dont il ne modifie guère le nom, mais dont il sait extraire la substance. Le pasteur Otto, qui parle un espagnol guttural, le padre catholique romain melliflu, les policiers, les pompiers, les employés d’administration, les patrons de bars et d'épiceries jouent leur propre rôle, et Sorin les remercie au générique. La jeune épouse (enceinte) de Tati est aussi sa femme « dans la vie ».
- le titre El camino de San Diego joue sur une assonance avec  el camino de Santiago (le chemin de Compostelle), un pèlerinage riche en symboles et très connu dans le monde hispanique.
- Deux des acteurs sont maintenant bien connus en Amérique Latine : Juan Villegas qui fait une apparition dans un rôle de photographe de bourgade tropicale (Sorín lui avait donné la vedette de son film Bombón el perro Bonbon le chien  en 2004) - et Walter Donado en conducteur d'ambulance décontracté, qui prend Tati en auto-stop, et le fait monter à côté du mort (un jeune motocycliste) qu'il transporte.
- Carlos Sorín a cherché  à renforcer l’impression d’omniprésence de la nature autour du village de Pozo Azul. Certaines images sont bien venues : la végétation exubérante des sous-bois encore intacts - le gros scarabée noir méloïde (méloidés), dérangé par la tronçonneuse de Tati, qui cahote dans la sciure -  les papillons qui dansent un ballet dans le sous-bois pour lui dire adieu - les vols de perruches qui scandent les décisions du jeune homme. Par contre les deux perroquets qui savent crier : « Maradona   ! », le hibou sur sa branche, le jeune coati au milieu du chemin, ont trop visiblement été posés là intentionnellement. D’ailleurs dans le générique Sorin remercie le dresseur d’animaux auquel il a eu recours. Il fut plus inspiré lorsqu’il dirigea le dogue argentin de Bombón el perro.
- la musique, très prenante, est du fils de Sorín, Nicolás Sorín. La chanson d'adieu entonnée en brésilien par Waginho et reprise par les hôtesses du bar est Demorou de Mais, de Cesar Augusto/Pisa.

## Prix
- Festival international du nouveau cinéma latino-américain de La Havane (2006) : Gran Coral (deuxième prix)).
- Festival international du film de Saint-Sébastien (2006) : prix spécial du jury.